# Campo de’ Fiori

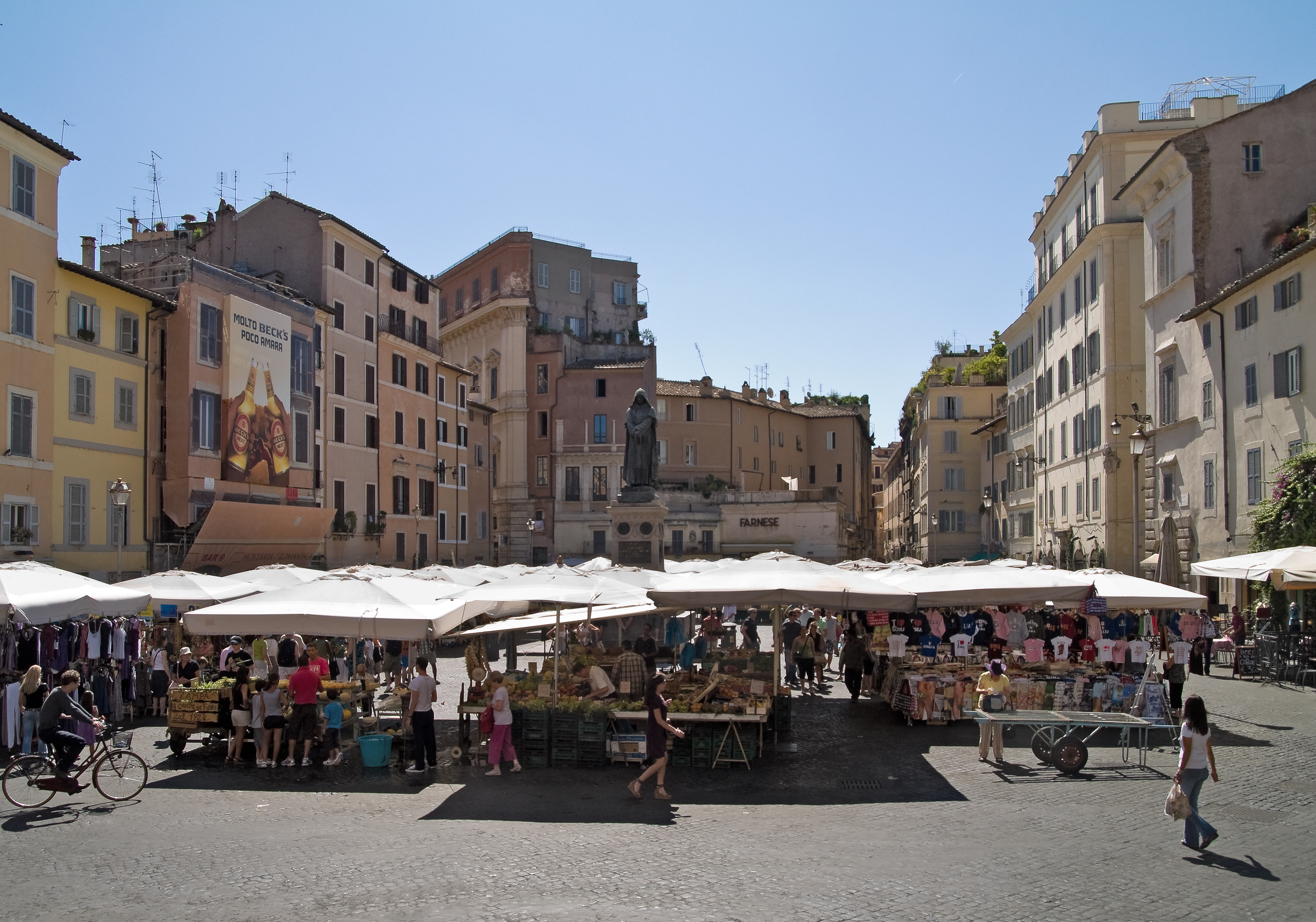
Markt auf dem Campo de’ Fiori

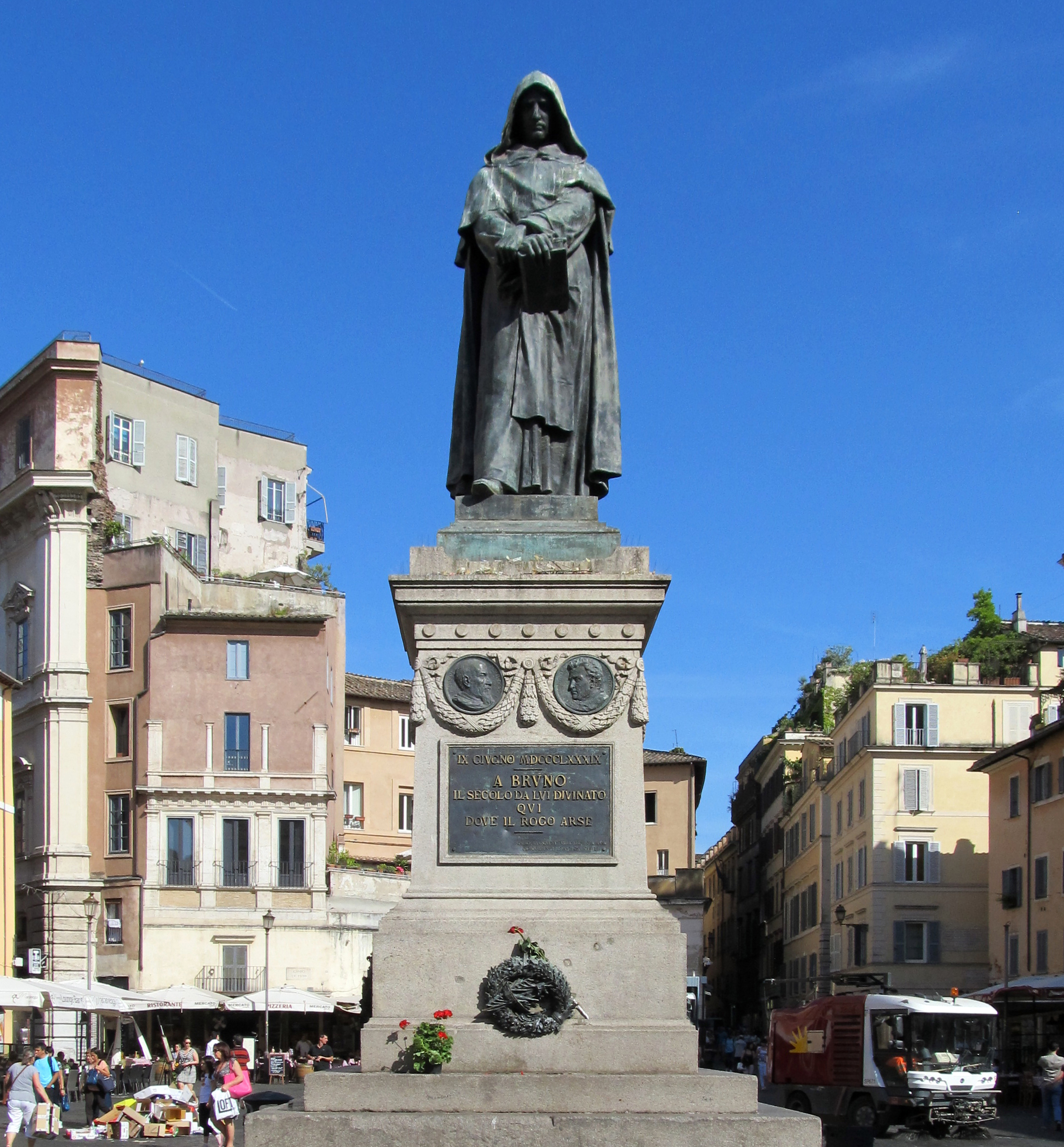
Denkmal zu Ehren des Philosophen Giordano Bruno auf dem Campo de’ Fiori

Der Campo de’ Fiori (übersetzt etwa Blumenfeld, auch Blumenplatz) ist ein Platz im Zentrum von Rom, im Stadtviertel Parione, östlich des Tibers.
In der Mitte des Platzes steht eine im Jahr 1889 errichtete Statue des Philosophen Giordano Bruno, der dort am 17. Februar 1600 als Ketzer verbrannt wurde. Das Denkmal wurde durch den Freimaurer-Großmeister und Bildhauer Ettore Ferrari geschaffen. Die Enthüllung war eine Antwort auf die am 20. April 1884 veröffentlichte Enzyklika Humanum genus des Papstes Leo XIII., in der die Freimaurerei als Zerstörerin des Gottesreichs dargestellt wird. Ebenfalls auf dem Campo de’ Fiori waren zuvor schon, am 5. September 1553, der Reformator Giovanni Mollio und sein Schüler Tisserano verbrannt worden.
Der Campo de’ Fiori ist einer der wenigen bedeutenden Plätze in Rom, der mit keinem bedeutenden Gebäude verknüpft ist. 1869 wurde der damalige Blumenmarkt auf der Piazza Navona geschlossen und auf den Campo (deutsch ‚Feld‘) verlegt. Es ist weit verbreitet, dass der Platz dadurch seinen Namen erhielt. Das ist aber falsch, sein Name rührt von der ursprünglichen Erscheinung her. Im Mittelalter, bevor die Römer auf dem heutigen Gelände einen Pferdemarkt anlegten, war es ein Feld mit vielen Blumen, daher der Name.
Heute werden neben Blumen vor allem frische Lebensmittel von Bauern angeboten. Auf dem Campo findet täglich (ausgenommen sonntags) einer der beliebtesten Märkte Roms statt. Das Cinema Farnese zählt zu den traditionsreichen Kinos Roms. Da sich in den letzten Jahren zahlreiche Weinlokale, Pubs und Kneipen angesiedelt haben, ist der Campo heute ein allabendlich stark frequentierter Treffpunkt.

## Galerie

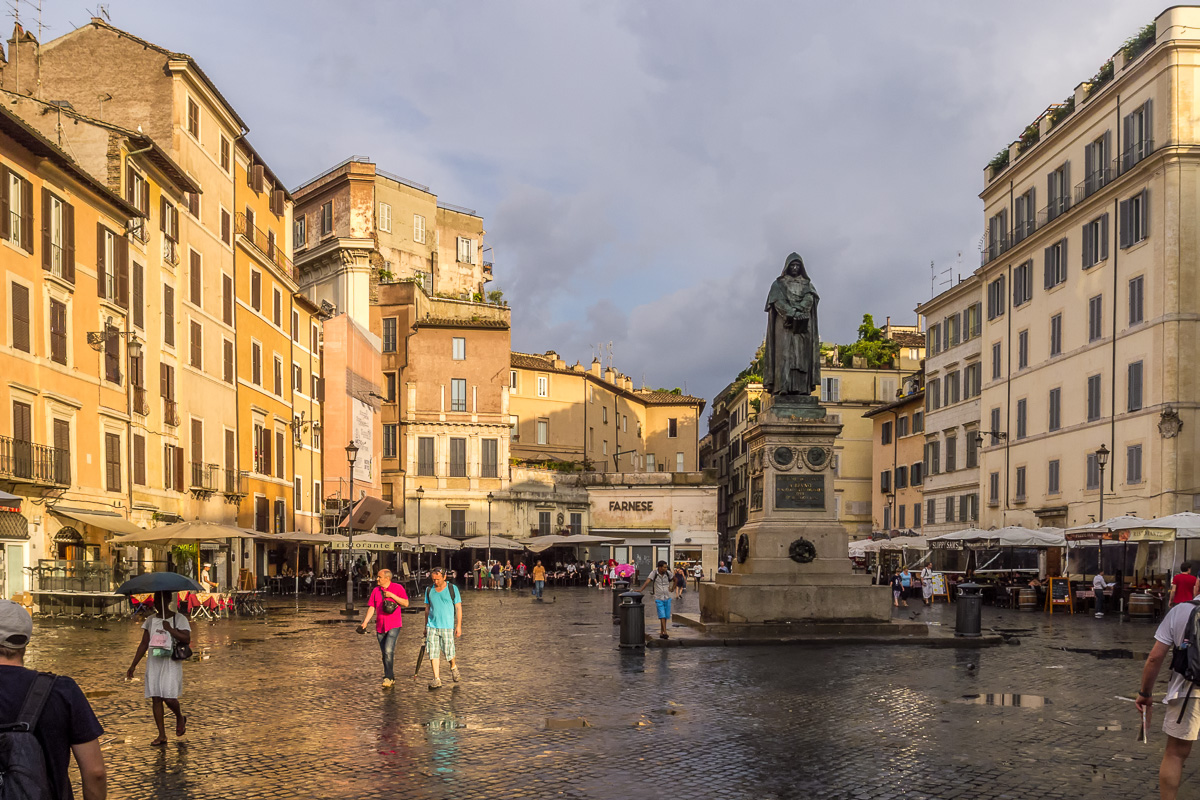
Campo de’ Fiori
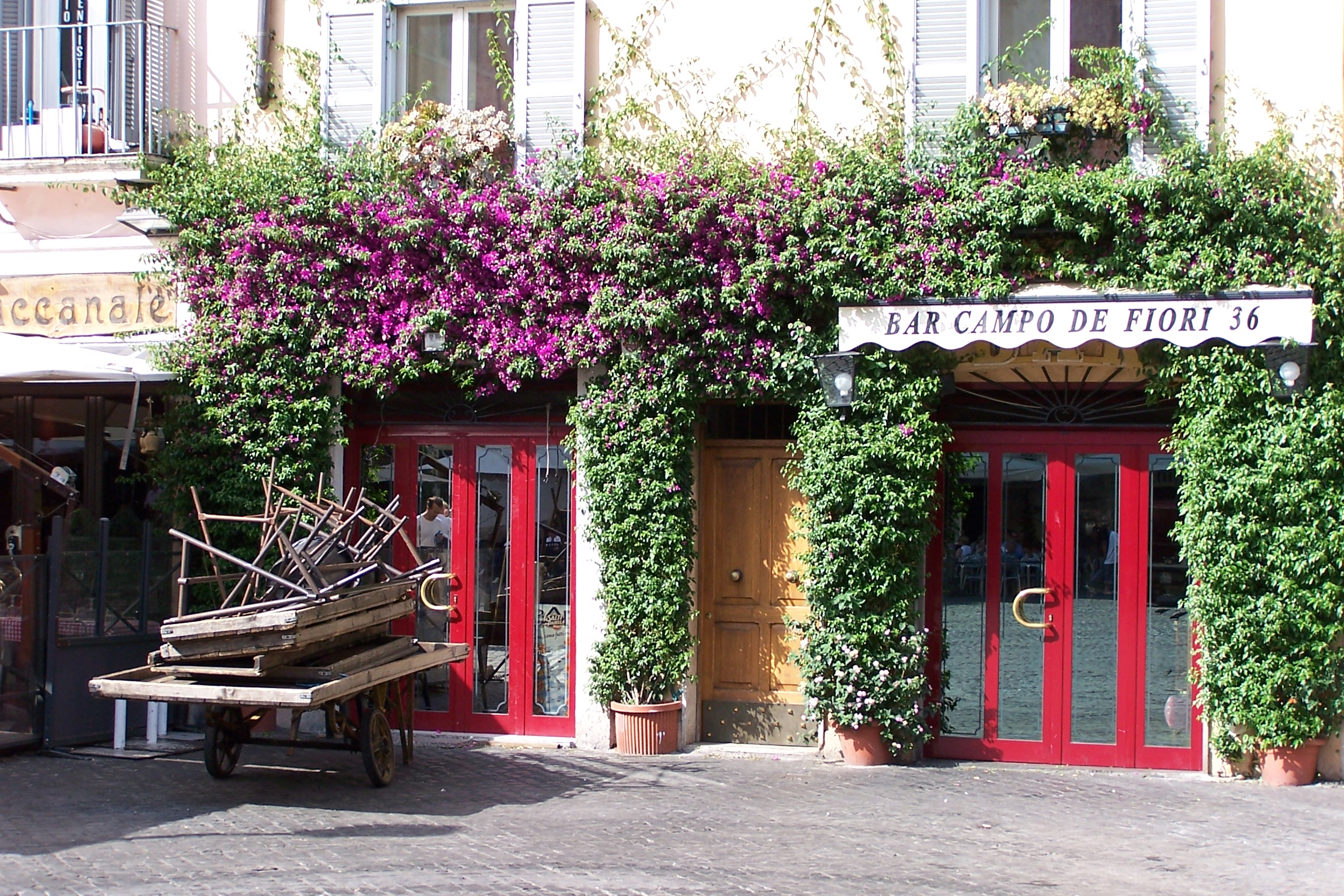
Campo de’ Fiori
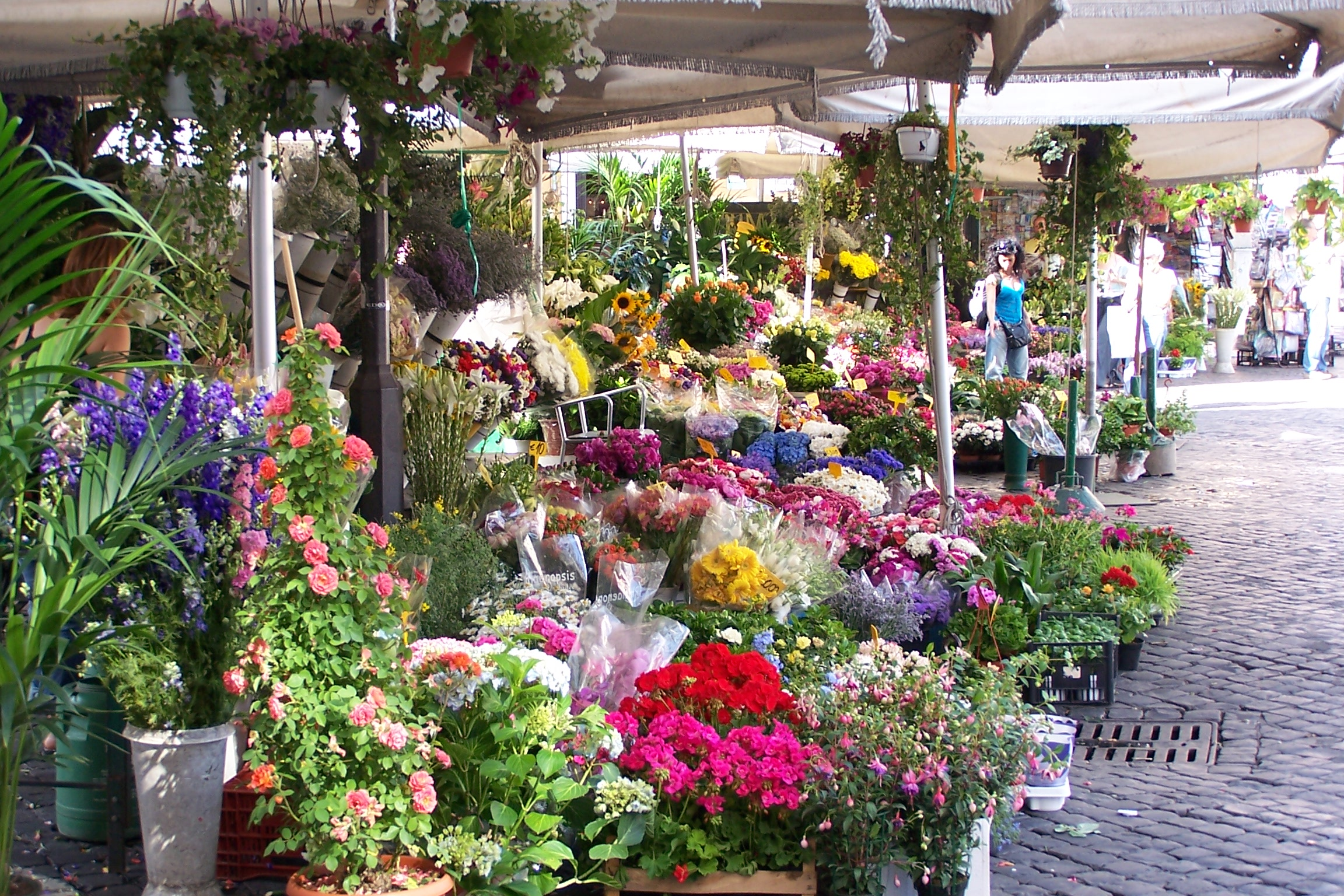
Markt auf dem Campo de’ Fiori
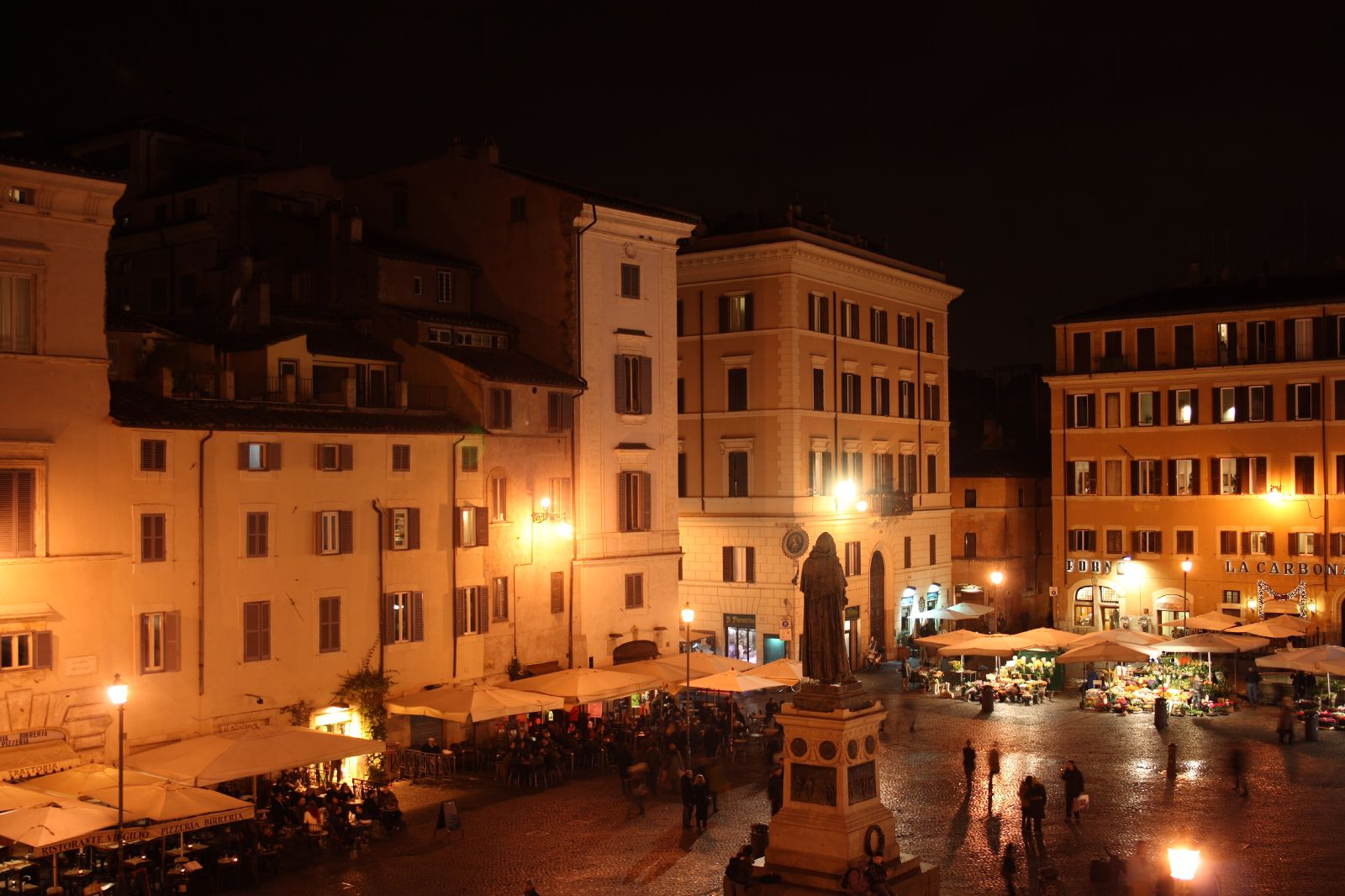
Campo de’ Fiori bei Nacht